# 21 декември
21 декември е 355-ият ден в годината според григорианския календар (356-и през високосна година). Остават 10 дни до края на годината.
Най-ранната възможна дата за зимно слънцестоене в северното полукълбо и за лятно – в южното.

## Събития
- 1196 г. – Папа Целестин III дава на Тевтонския орден привилегии, подобни на другите ордени.

- 1266 г. – Английската кралска войска след шестмесечна обсада влиза в замъка Кенилворт и разгромява първия парламент в историята на Англия.
- 1719 г. – Излиза от печат първият брой на американския вестник Boston Gazette.
- 1846 г. – Робърт Листън провежда първата хирургическа операция с анестезия в Европа.
- 1860 г. – Южна Каролина става първият щат, отделил се от САЩ – процесът на отделяне на 11 щата, несъгласни с премахването на робството става причина за избухването на Американската гражданска война (1861 – 1865).
- 1881 г. – Остров Ман става първата политическа единица, която позволява на жените да гласуват.
- 1891 г. – Изиграна е първата игра по баскетбол в Спрингфилдския колеж (САЩ).
- 1894 г. – Съставено е седемнадесетото правителство на България, начело с Константин Стоилов.
- 1898 г. – Мари Кюри и Пиер Кюри откриват нов химичен елемент – радий.
- 1898 г. – САЩ установяват военно управление на Филипините.
- 1899 г. – В Русия излиза първият брой на списание Огонёк.
- 1901 г. – Италианският радиотехник Гулиелмо Маркони предава радиовълни от Великобритания до Нюфаундленд (Северна Америка). Така радиото за първи път е използвано като средство за връзка.
- 1901 г. – Съставено е правителство на Прогресивнолибералната партия с премиер Стоян Данев.
- 1913 г. – Публикувана е първата кръстословица в света – от англичанина Артър Уайн в неделното издание на Ню Йорк Уърлд.
- 1923 г. – Непал от британски протекторат става независима държава.
- 1923 г. – В София е създаден Македонски научен институт.
- 1935 г. – За първи път е прожектиран филмът Снежанка и седемте джуджета.
- 1958 г. – Шарл дьо Гол е избран за първи президент на Франция.
- 1967 г. – Състои се премиерата на филма „Абсолвентът“ с Дъстин Хофман и Ан Банкрофт.
- 1968 г. – Програма Аполо: Изстрелян е Аполо 8, първият пилотиран космически кораб, който достига друго космическо тяло.
- 1971 г. – Самолет на БГА Балкан Ил-18 катастрофира при излитането на летище София – загиват 30 души, сред които е естрадната певица Паша Христова, а оцеляват певците Мария Нейкова, Борис Годжунов и Янка Рупкина.
- 1972 г. – Двете германски републики – ГДР и ФРГ, подписват спогодба за взаимоотношения, с която взаимно се признават като отделни държави.
- 1974 г. – След държавен преврат в Етиопия Менгисту Хайле Мариам обявява, че държавата ще се развива по социалистически път.
- 1975 г. – Терористи нахлуват в седалището на ОПЕК във Виена и взимат за заложници 11 политици и висши чиновници.
- 1978 г. – Спускаемият модул на съветския космически апарат Венера 12 достига повърхността на Венера.
- 1988 г. – Атентатът над Локърби: Либийски терористи взривяват бомба на борда на американския самолет Боинг 747, в резултат на което загиват 270 души, включително 11 на земята.
- 1991 г. – Към Общността на независимите държави, създадена между Русия, Украйна и Беларус, се присъединяват Азербайджан, Армения, Казахстан, Киргизия, Молдова, Таджикистан, Туркменистан и Узбекистан.
- 1991 г. – Парламентът на Южна Осетия обявява независимост от Грузия.
- 1996 г. – На 42-рия извънреден конгрес на БСП Жан Виденов обявява, че подава оставка като министър-председател на България.
- 2001 г. – В софийската дискотека Индиго загиват седем деца, вследствие на задушаване при влизане на тълпа в дискотеката.
- 2005 г. – Във Великобритания влиза в сила правото на брак между хора от един и същи пол, от което се възползва поп звездата Елтън Джон, който сключва брак с дългогодишния си партньор Дейвид Фърниш.
- 2012 г. – Завършва поредният пълен цикъл на календара на маите.

## Родени
- 1118 г. – Томас Бекет, лорд канцлер на Англия и архиепископ на Кентърбъри († 1170 г.)
- 1401 г. – Мазачо, италиански художник († 1428 г.)
- 1538 г. – Луиджи д'Есте, италиански кардинал († 1586 г.)
- 1639 г. – Жан Расин, френски драматург († 1699 г.)
- 1773 г. – Робърт Браун, шотландски ботаник († 1858 г.)
- 1795 г. – Леополд фон Ранке, германски историк († 1886 г.)
- 1800 г. – Луиза Сакс-Гота-Алтенбургска, херцогина на Сакс-Кобург и Гота († 1831 г.)
- 1804 г. – Бенджамин Дизраели, министър-председател на Великобритания († 1881 г.)
- 1805 г. – Томас Греъм, британски химик († 1869 г.)
- 1853 г. – Изолде Курц (Мария Клара Изолде Курц), германска поетеса и майстор на късия разказ († 1944 г.)
- 1880 г. – Донка Ушлинова, българска революционерка и подофицер († 1937 г.)
- 1886 г. – Райко Даскалов, български политик († 1923 г.)
- 1890 г. – Херман Малър, американски генетик, Нобелов лауреат през 1946 г. († 1967 г.)
- 1896 г. – Константин Рокосовски, съветски маршал от полски произход († 1968 г.)
- 1904 г. – Пьотър Кошевой, маршал на СССР († 1976 г.)
- 1917 г. – Хайнрих Бьол, германски писател и Нобелов лауреат († 1985 г.)
- 1918 г. – Курт Валдхайм, генерален секретар на ООН и президент на Австрия († 2007 г.)
- 1920 г. – Алисия Алонсо, кубинска балерина († 2019 г.)
- 1931 г. – Георги Найденов, български футболист († 1970 г.)
- 1935 г. – Лоренцо Бандини, италиански пилот от Ф1 († 1967 г.)
- 1937 г. – Джейн Фонда, американска актриса
- 1940 г. – Франк Запа, американски музикант († 1993 г.)
- 1942 г. – Ху Дзинтао, китайски политик
- 1945 г. – Мария Нейкова, българска естрадна певица и композиторка († 2002 г.)
- 1947 г. – Пако де Лусия, испански музикант († 2014 г.)
- 1948 г. – Самюъл Джаксън, американски актьор
- 1950 г. – Томас Хюрлиман, швейцарски писател
- 1954 г. – Крис Евърт, американска тенисистка
- 1957 г. – Рей Романо, американски комик и актьор
- 1959 г. – Флорънс Грифит-Джойнър, американска лекоатлетка († 1998 г.)
- 1966 г. – Кийфър Съдърланд, англо-канадски актьор
- 1967 г. – Михаил Саакашвили, президент на Грузия
- 1969 г. – Жули Делпи, френска актриса
- 1970 г. – Георги Варадев, български футболист
- 1976 г. – Данаил Бачков, български футболист
- 1977 г. – Еманюел Макрон, френски президент
- 1981 г. – Благой Георгиев, български футболист
- 1981 г. – Жюлиен Бенето, френски тенисист
- 1987 г. – Бойко Кръстанов, български актьор

## Починали
- 1375 г. – Джовани Бокачо, флорентински писател (* 1313 г.)
- 1549 г. – Маргарита Наварска, кралица на Наварското кралство (* 1492 г.)
- 1579 г. – Хуан де Хуанес, испански художник
- 1581 г. – Жан дьо ла Касиер, велик магистър от малтийския орден (* 1502 г.)
- 1935 г. – Курт Тухолски, германски журналист (* 1890 г.)
- 1935 г. – Димитър Жостов, български офицер (* 1868 г.)
- 1937 г. – Франк Билингс Келог, американски политик, Нобелов лауреат през 1929 г. (* 1856 г.)
- 1939 г. – Иван Ачков, български революционер (* 1874 г.)
- 1940 г. – Франсис Скот Фицджералд, американски писател (* 1896 г.)
- 1942 г. – Франц Боас, американски антрополог (* 1858 г.)
- 1945 г. – Джордж Патън, американски генерал (* 1885 г.)
- 1958 г. – Лион Фойхтвангер, германски белетрист (* 1884 г.)
- 1971 г. – Паша Христова, българска певица (* 1946 г.)
- 1975 г. – Кирил Мирчев, български езиковед (* 1902 г.)
- 1992 г. – Албърт Кинг, американски музикант (* 1923 г.)
- 2005 г. – Антон Карастоянов, български актьор (* 1939 г.)
- 2006 г. – Сапармурад Ниязов, президент на Туркменистан (* 1940 г.)
- 2010 г. – Екатерина Костова, български журналист, сред основателите на в. „Аз Буки“ (* 1959 г.)
- 2014 г. – Удо Юргенс, австрийски певец, композитор и пианист (* 1934 г.)
- 2020 г. – Димо Стоянов, български музикант и артист, вокалист на група P.I.F (*1975 г.)

## Празници
- Ден на свети Тома – празник в Сао Томе и Принсипи